# Allium keeverae
Allium keeverae — вид трав'янистих рослин родини амарилісові (Amaryllidaceae), ендемік Північної Кароліни, США. Видовий епітет шанує піонера-еколога Кетрін Ківер (1908–2003).

## Опис
Цибулини зазвичай поодинокі, яйцеподібні, 1–2.1 × 1–1.4 см; зовнішні оболонки сіруваті, сітчасті; внутрішні — білуваті. Листя стійке, 2–4, листова пластина лінійна, 12–35 см × 3–6 мм, краї цілі або зубчасті. Стеблина стійка, поодинока, прямостійна, ± 3–4-кутна, 40–80 см × 3–7.5 мм. Зонтик стійкий, прямостійний, нещільний, 10–85-квітковий, півсферично-округлий, цибулинки невідомі. Квітки ± зірчасті; листочки оцвітини 7–9(10) мм, середньо-темно-рожеві, ланцетні, ± рівні, краї цілі, верхівка загострена; пиляки жовті; пилок жовтий. Насіння 2.4–2.7(3.0) мм, покрив блискучий. 2n = 14.
Період цвітіння: травень — початок червня.

## Поширення
Ендемік Північної Кароліни, США.
Зростає на гранітних відслоненнях Підмонта; 300—600 м.